# Yoshimi Sasahara
Yoshimi Sasahara (jap. 笹原 義巳, Sasahara Yoshimi; * 2. April 1974 in der Präfektur Kagoshima) ist ein ehemaliger japanischer Fußballspieler.

## Karriere
Sasahara erlernte das Fußballspielen in der Schulmannschaft der Kagoshima Jitsugyo High School und der Universitätsmannschaft der National Institute of Fitness and Sports in Kanoya. Seinen ersten Vertrag unterschrieb er 1997 bei den Honda FC. Der Verein spielte in der zweithöchsten Liga des Landes, der Japan Football League. Für den Verein absolvierte er 13 Spiele. 1999 wechselte er zum Zweitligisten Kawasaki Frontale. 1999 wurde er mit dem Verein Meister der J2 League und stieg in die J1 League auf. 2000 erreichte er das Finale des J.League Cup. Am Ende der Saison 2000 stieg der Verein in die J2 League ab. Für den Verein absolvierte er 22 Spiele. Ende 2001 beendete er seine Karriere als Fußballspieler. Danach spielte er bei den Sagan Tosu.

## Erfolge
Kawasaki Frontale
- J.League Cup

Finalist: 2000